# Erika Gaetani
Erika Gaetani (5 de octubre de 2004) es una deportista de Italia que compite en natación. Ganó una medalla de bronce en el Campeonato Mundial Junior de Natación de 2019, en la prueba de 200 m espalda, y seis medallas en el Campeonato Europeo Junior de Natación, en los años 2019 y 2021.